# Itapevi
Itapevi est une ville brésilienne de l'État de São Paulo. Sa population était estimée à 202 683 habitants en 2006. La municipalité s'étend sur 91 km2.

## Maires
| Période | Période | Identité             | Étiquette | Qualité |
| ------- | ------- | -------------------- | --------- | ------- |
| 2009    | 2012    | Maria Ruth Banholzer | PT        |         |

## Patrimoine
- Musée d'Art du Parlement de Itapevi